# Budōkan
Pour les articles homonymes, voir Budokan (homonymie).

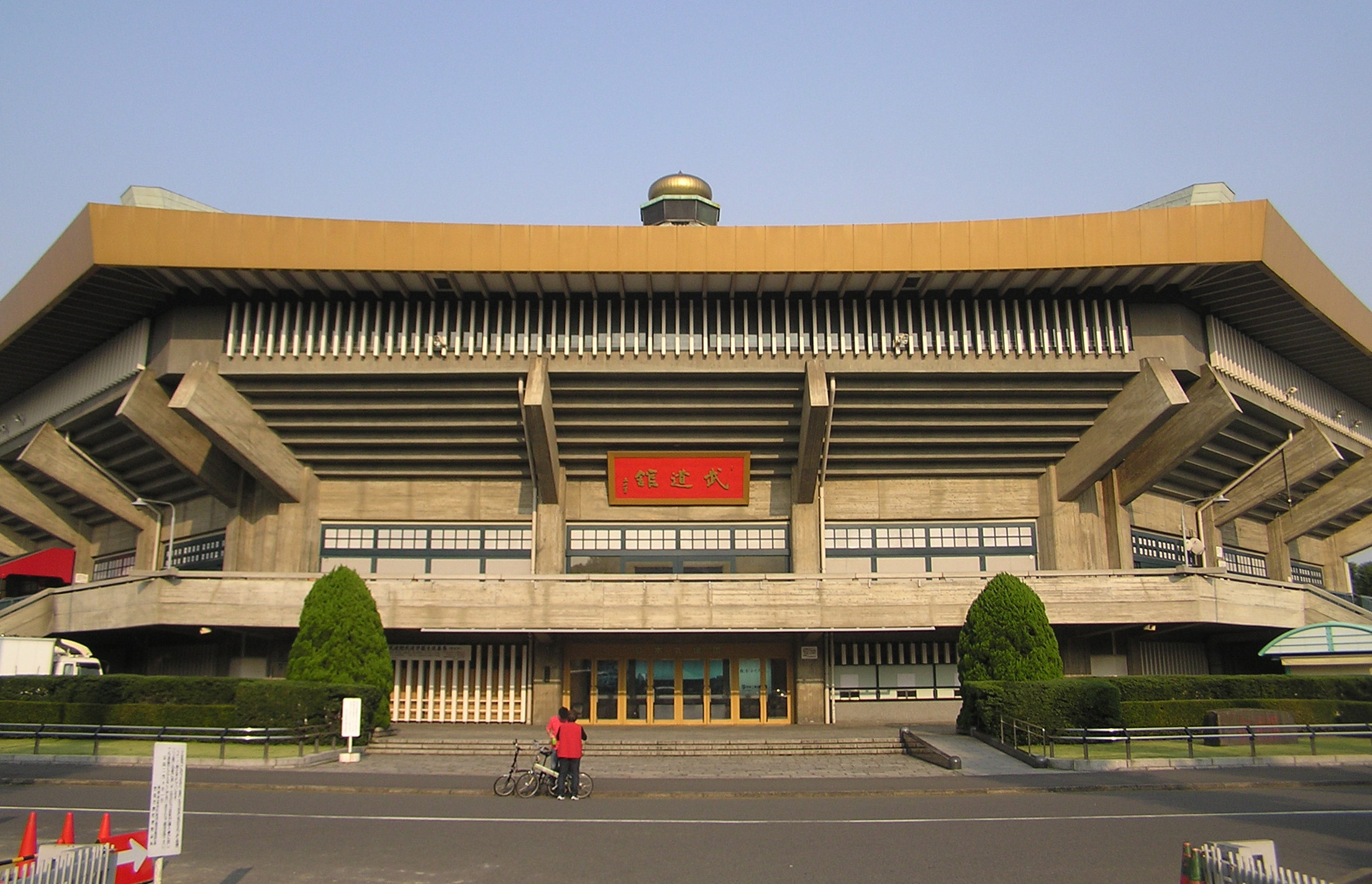
Budokan japonais

Un budokan (武道館, budōkan) est un dojo (道場, dōjō) où l'on pratique les budō (武道). Le mot kan (館) signifie « maison ». En français, il pourrait donc être traduit par, soit la « maison des arts martiaux », ou bien, le lieu/établissement où l'on pratique les arts martiaux.